# Le Mage (roman)
 (mai 2023).
Le Mage (The Magus) est un roman de John Fowles publié aux Royaume-Uni en 1965. Traduit de l'anglais par Annie Saumont, il est publié en France en 1977 aux éditions Albin Michel.

## Accueil critique
Il figure à la 93e place dans la liste des cent meilleurs romans de langue anglaise du XXe siècle établie par la Modern Library en 1998.